# 中国电建
中国电力建设集团有限公司（簡稱中国电力建设集团，中国电建）（英语：Power Construction Corporation of China），是由國務院批准由中国水利水电建设集团公司、中国水电工程顾问集团公司和其他14个省（区域）电网企业所属的勘测设计企业、电力施工企业、装备修造企业于2011年9月29日改革重组而設。
現時業務於全球和國內經營水利水电、火电、新能源、电网以及基础设施，還包括规划、勘测、设计、施工、运营等行業，而旗下公司中国水利水电建设股份有限公司為主體。
2021年，中国电建在财富世界500强中排名第107位。
2020年9月26日，中国电力建设集团和上海电力建设有限责任公司联合承建的阿根廷最大光伏电站正式投入商业运营。

## 控股企业分布

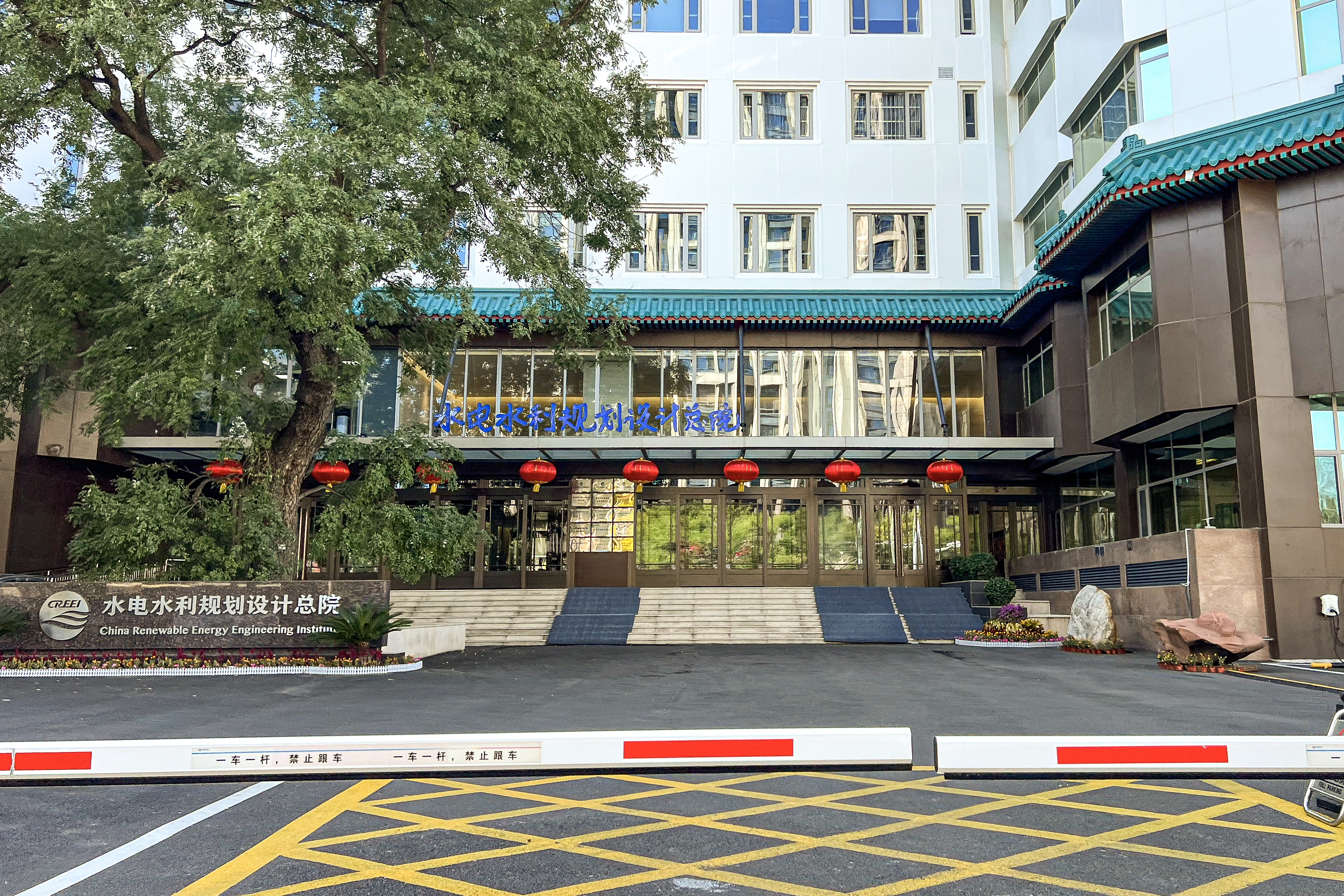
水电水利规划设计总院

| 华北地区                                                       |        |                                      |        |
| 中国水利水电建设集团公司                                       | 北京市 | 中国水务投资有限公司（共同控股）     | 北京市 |
| 中国水电工程顾问集团公司                                       | 北京市 | 中国水利水电建设工程咨询公司         | 北京市 |
| 中国水利水电建设股份有限公司                                   | 北京市 | 中国水电顾问集团北京勘测设计研究院   | 北京市 |
| 水电水利规划设计总院（事业单位）                               | 北京市 | 中国水电顾问集团投资有限公司         | 北京市 |
| 中国水利水电第二工程局有限公司                                 | 北京市 | 中国水电顾问集团国际工程有限公司     | 北京市 |
| 中国水电建设集团国际工程有限公司                               | 北京市 | 《水力发电》杂志社有限公司           | 北京市 |
| 中国水电建设集团路桥工程有限公司                               | 北京市 | 中国水利水电第十三工程局有限公司     | 天津市 |
| 中国水电建设集团房地产有限公司                                 | 北京市 | 中国水电基础局有限公司               | 天津市 |
| 中电建新能源集团有限公司                                       | 北京市 | 中国水电建设集团港航建设有限公司     | 天津市 |
| 中国水电建设集团铁路建设有限公司                               | 北京市 | 河北省电力建设第一工程公司           | 河北省 |
| 中国水电建设集团租赁控股有限公司                               | 北京市 | 河北省电力建设第二工程公司           | 河北省 |
| 北京华科软科技有限责任公司                                     | 北京市 | 河北电力设备厂                       | 河北省 |
| 北京华源水利水电工程咨询公司                                   | 北京市 | 河北省电力勘测设计研究院             | 河北省 |
| 华中地区                                                       |        | 华东地区                             |        |
| 中国电建集团中南勘测设计研究院有限公司                         | 湖南省 | 山东电力核电建设集团公司             | 山东省 |
| 中国水利水电第八工程局有限公司                                 | 湖南省 | 山东电力基本建设总公司               | 山东省 |
| 中国水利水电第十一工程局有限公司                               | 河南省 | 山东电力建设第一工程公司             | 山东省 |
| 河南第一火电建设公司                                           | 河南省 | 山东电力建设第二工程公司             | 山东省 |
| 河南第二火电建设公司                                           | 河南省 | 山东电力建设第三工程公司             | 山东省 |
| 郑州电力机械厂                                                 | 河南省 | 山东电力管道工程公司                 | 山东省 |
| 河南电力器材公司                                               | 河南省 | 中国水电顾问集团华东勘测设计研究院   | 浙江省 |
| 中国电建集团华中电力设计研究院有限公司（河南省电力勘测设计院） | 河南省 | 中国水利水电第十二工程局有限公司     | 浙江省 |
| 武汉电力设备厂                                                 | 湖北省 | 中国水利水电第十六工程局有限公司     | 福建省 |
| 湖北省电力建设第二工程公司                                     | 湖北省 | 福建省电力勘测设计院                 | 福建省 |
| 湖北省汉口电力设备厂                                           | 湖北省 | 福建省电力工程承包公司               | 福建省 |
| 武汉铁塔厂                                                     | 湖北省 | 上海电力建设有限责任公司             | 上海市 |
| 湖北省电力勘测设计院                                           | 湖北省 | 上海电力设计院有限公司               | 上海市 |
| 湖北宏源电力工程股份有限公司                                   | 湖北省 | 上海电力修造总厂有限公司             | 上海市 |
| 江西省火电建设公司                                             | 江西省 | 上海电力环保设备总厂有限公司         | 上海市 |
| 江西省水电工程局                                               | 江西省 | 福建省第一电力建设公司               | 福建省 |
| 江西省电力设计院                                               | 江西省 |                                      |        |
| 江西省电力设备总厂                                             | 江西省 |                                      |        |
| 西南地区                                                       |        | 东北地区                             |        |
| 中国水电顾问集团成都勘测设计研究院                             | 四川省 | 中国水利水电第一工程局有限公司       | 吉林省 |
| 四川美姑河水电开发有限公司                                     | 四川省 | 吉林省电力勘测设计院                 | 吉林省 |
| 中国水利水电第五工程局有限公司                                 | 四川省 | 长春发电设备总厂                     | 吉林省 |
| 中国水利水电第七工程局有限公司                                 | 四川省 | 四平线路器材厂                       | 吉林省 |
| 中国水利水电第十工程局有限公司                                 | 四川省 | 长春龙源电力设备有限公司             | 吉林省 |
| 中国水电建设集团夹江水工机械有限公司                           | 四川省 | 吉林省电力建设总公司                 | 吉林省 |
| 中国水电建设集团四川电力开发有限公司                           | 四川省 | 中国水利水电第六工程局有限公司       | 辽宁省 |
| 四川电力建设二公司                                             | 四川省 | 中国水电建设集团辽宁工程局有限公司   | 辽宁省 |
| 四川电力建设三公司                                             | 四川省 |                                      |        |
| 四川国华荏原环境工程有限责任公司                               | 四川省 | 西北地区                             |        |
| 四川电力工业勘察设计院                                         | 四川省 | 中国水电顾问集团西北勘测设计研究院   | 陕西省 |
| 四川启明星电力装备制造集团有限责任公司                         | 四川省 | 中国水利水电第三工程局有限公司       | 陕西省 |
| 成都电力机械厂                                                 | 四川省 | 中国水电建设集团十五工程局有限公司   | 陕西省 |
| 成都铁塔厂                                                     | 四川省 | 宁夏电力建设工程公司                 | 宁 夏  |
| 成都电力金具总厂                                               | 四川省 | 宁夏电力设计院                       | 宁 夏  |
| 都江电力设备厂                                                 | 四川省 | 中国水电建设集团甘肃能源投资有限公司 | 甘肃省 |
| 四川电力设计咨询有限责任公司                                   | 四川省 | 中国水电建设集团华亭发电有限责任公司 | 甘肃省 |
| 重庆电力建设总公司                                             | 重庆市 | 中国水电建设集团崇信发电有限责任公司 | 甘肃省 |
| 中国水电顾问集团贵阳勘测设计研究院                             | 贵州省 | 中国水利水电第四工程局有限公司       | 青海省 |
| 中国水利水电第九工程局有限公司                                 | 贵州省 | 青海火电工程公司                     | 青海省 |
| 贵州电力设计研究院                                             | 贵州省 | 青海省电力设计院                     | 青海省 |
| 贵州电力建设第一工程公司                                       | 贵州省 |                                      |        |
| 贵州电力建设第二工程公司                                       | 贵州省 | 华南地区                             |        |
| 中国水电顾问集团昆明勘测设计研究院                             | 云南省 | 海南电力设计研究院                   | 海南省 |
| 中国水利水电第十四工程局有限公司                               | 云南省 | 海南电力设备厂                       | 海南省 |